# قراب غائر
القِرابُ الغائِر(بالإنجليزية: Theca interna) هي خلايا تفرز مستقبلات الهرمون المنشط للجسم الأصفر لإنتاج الاندروستيرون، والذي عبر بضع خطوات، يعطي الخلية المحببة الأوامر من أجل تصنيع هرمون الاستروجين.
بعد تمزق جُريب البويضة الناضج، الخلايا القرابية الغائرة تتمايز إلى خلاية لوتينية قرابية في الجسم الأصفر. الخلايا اللوتينية القرابية تُفرز هُرموني الاندروجين و البروجستيرون.